# Hemidactylus curlei
Hemidactylus curlei là một loài thằn lằn trong họ Gekkonidae. Loài này được Parker mô tả khoa học đầu tiên năm 1942.